# منصوروو
منصوروو (انگلیسی: Mansurovo) یک شهرک در شهرستان بیرسکی باشقیرستان کشور روسیه است.